# Craig Ehlo
Joel Craig Ehlo (Lubbock, Texas; 11 de octubre de 1961 ) es un exjugador de baloncesto estadounidense que jugó durante 14 temporadas en la NBA. Con 2,01 metros de estatura, jugaba en la posición de escolta.
Tras dejar el baloncesto profesional cayó en la adición a opiáceos, que superó para actualmente ser segundo entrenador universitario.

## Trayectoria deportiva

### Universidad
Jugó durante 2 temporadas con los Cougars de la Universidad de Washington State, en los que promedió 8,5 puntos y 3,2 asistencias por partido.

### Profesional
Fue elegido en el puesto 48, en la tercera ronda del Draft de la NBA de 1983 por Houston Rockets, donde permaneció durante 3 temporadas sin tener demasiada confianza por parte de su entrenador, jugando apenas 6 minutos por partido. En la temporada 1986-87 fichó por Cleveland Cavaliers, donde poco a poco fue haciéndose con la titularidad, llegando a promediar 13,3 puntos, 5,4 rebotes y 4,6 asistencias en 1990. Pero sin duda es sobre todo conocido por ser el jugador que defendía a Michael Jordan en la legendaria jugada denominada The Shot (el tiro), una canasta sobre la bocina que daba la victoria a los Bulls en la primera ronda de los Playoffs de 1989, a la que siguió una exagerada celebración por parte de Jordan.
En 1994 fue traspasado a Atlanta Hawks, acabando su carrera en la temporada 1996-97 en las filas de Seattle Supersonics. En sus 14 años como profesional promedió 8,6 puntos, 3,6 rebotes y 2,8 asistencias por partido.

## Estadísticas de su carrera en la NBA

### Temporada regular
| Año     | Equipo    | PJ  | PT  | MPP  | %TC  | %3P  | %TL   | RPP | APP | ROB | TPP | PPP  |
| ------- | --------- | --- | --- | ---- | ---- | ---- | ----- | --- | --- | --- | --- | ---- |
| 1983-84 | Houston   | 7   | 0   | 9.0  | .407 | —    | 1.000 | 1.3 | .9  | .4  | .0  | 3.3  |
| 1984-85 | Houston   | 45  | 0   | 4.2  | .493 | .000 | .633  | .6  | .6  | .2  | .1  | 1.9  |
| 1985-86 | Houston   | 36  | 0   | 5.5  | .429 | .333 | .793  | 1.3 | .8  | .3  | .1  | 2.7  |
| 1986-87 | Cavaliers | 44  | 15  | 20.2 | .414 | .172 | .707  | 3.7 | 2.1 | .9  | .7  | 6.2  |
| 1987-88 | Cavaliers | 79  | 27  | 21.6 | .466 | .344 | .674  | 3.2 | 2.6 | 1.0 | .4  | 7.1  |
| 1988-89 | Cavaliers | 82  | 4   | 22.8 | .475 | .390 | .607  | 3.6 | 3.2 | 1.3 | .2  | 7.4  |
| 1989-90 | Cavaliers | 81  | 64  | 35.7 | .464 | .419 | .681  | 5.4 | 4.6 | 1.6 | .3  | 13.6 |
| 1990-91 | Cavaliers | 82  | 68  | 33.7 | .445 | .329 | .679  | 4.7 | 4.6 | 1.5 | .4  | 10.1 |
| 1991-92 | Cavaliers | 63  | 62  | 32.0 | .453 | .413 | .707  | 4.9 | 3.8 | 1.2 | .3  | 12.3 |
| 1992-93 | Cavaliers | 82  | 73  | 31.2 | .490 | .381 | .717  | 4.9 | 3.1 | 1.3 | .3  | 11.6 |
| 1993-94 | Atlanta   | 82  | 0   | 26.2 | .446 | .348 | .727  | 3.4 | 3.3 | 1.7 | .3  | 10.0 |
| 1994-95 | Atlanta   | 49  | 0   | 23.8 | .453 | .381 | .620  | 3.0 | 2.3 | .9  | .1  | 9.7  |
| 1995-96 | Atlanta   | 79  | 8   | 22.3 | .428 | .371 | .786  | 3.2 | 1.7 | 1.1 | .1  | 8.5  |
| 1996-97 | Seattle   | 62  | 0   | 13.7 | .351 | .284 | .500  | 1.8 | 1.1 | .6  | .1  | 3.5  |
| Total   | Total     | 873 | 321 | 24.1 | .453 | .369 | .689  | 3.6 | 2.8 | 1.1 | .3  | 8.6  |

### Playoffs
| Año   | Equipo    | PJ | PT | MPP  | %TC   | %3P  | %TL   | RPP | APP | ROB | TPP | PPP  |
| ----- | --------- | -- | -- | ---- | ----- | ---- | ----- | --- | --- | --- | --- | ---- |
| 1985  | Houston   | 3  | 0  | 2.0  | 1.000 | —    | 1.000 | 5.0 | .5  | .3  | .5  | 1.3  |
| 1986  | Houston   | 10 | 0  | 3.8  | .500  | .000 | .800  | .3  | .6  | .4  | .1  | 2.0  |
| 1988  | Cavaliers | 5  | 1  | 25.6 | .425  | .000 | .625  | 3.6 | 3.4 | 1.0 | .0  | 8.8  |
| 1989  | Cavaliers | 4  | 1  | 24.8 | .436  | .385 | .818  | 1.5 | 3.3 | .8  | .3  | 12.0 |
| 1990  | Cavaliers | 5  | 5  | 39.2 | .419  | .333 | .632  | 6.4 | 6.4 | 1.2 | .0  | 13.8 |
| 1992  | Cavaliers | 17 | 14 | 32.5 | .414  | .412 | .762  | 4.5 | 4.5 | 1.2 | .3  | 9.6  |
| 1993  | Cavaliers | 9  | 9  | 32.1 | .418  | .385 | .800  | 3.4 | 2.8 | 1.3 | .4  | 10.9 |
| 1994  | Atlanta   | 11 | 0  | 28.8 | .424  | .348 | .708  | 2.7 | 3.6 | 1.0 | .0  | 11.4 |
| 1995  | Atlanta   | 3  | 0  | 16.3 | .167  | .167 | 1.000 | 2.3 | 1.0 | .7  | .0  | 3.0  |
| 1996  | Atlanta   | 9  | 0  | 19.0 | .293  | .304 | .714  | 2.0 | 1.0 | 1.0 | .2  | 4.0  |
| Total | Total     | 76 | 30 | 24.3 | .409  | .343 | .734  | 2.9 | 2.9 | 1.0 | .2  | 8.1  |